# Lidija Dimkovska
Lidija Dimkovska (Skoplje, 1971.), makedonska je pjesnikinja, prozaistica i prevoditeljica.
U rodnom Skoplju studira komprataivnu književnost, a doktorira rumunjsku književnost na Sveučilištu u Bukureštu, gdje nekoliko godina radi kao lektorica za makedonski jezik i književnost. Predavala je svjetsku književnost na Sveučilištu u Novoj Gorici, u Sloveniji. Trenutno živi u Ljubljani kao slobodna umjetnica u prevoditeljica.
Članica je Društva pisaca Makedonije i Slovenije, makedonskog PEN centra i stručnog žirija međunarodnih književnih festivala Vilenica i Herbert. Poezija joj je prevedena na više od 20 jezika. Dobitnica je Europske nagrade za poeziju "Hubert Burda" i međunarodne nagrade "Tudor Arghezi". Romani Skrivena kamera i Rezervni život nagrađeni su Nagradom Društva pisaca Makedonije, a Rezervni život i Nagradom za književnost EU.